# Basílio da Gama
José Basílio da Gama (São José do Rio das Mortes, 8 de abril de 1741 – Lisboa, 31 de julho de 1795) foi um poeta luso-brasileiro, patrono da cadeira n. 4 da Academia Brasileira de Letras. Identificado com o arcadismo e partidário do Marquês de Pombal, foi um dos principais expoentes do iluminismo no Brasil.
É mais conhecido pelo seu poema épico O Uruguai, que aborda a expedição de portugueses e espanhóis contra a presença dos jesuítas no Rio Grande. A obra tornou-se célebre pelo retrato negativo que faz dos jesuítas e pela simpatia para com os indígenas, sendo assim precursor do indianismo romântico.

## Biografia
Nasceu no arraial de São José do Rio das Mortes, depois São José d'El Rei (hoje cidade de Tiradentes) Minas Gerais. O seu pai foi Manuel da Costa Vilas-Boas, capitão-mor do Novo Descobrimento, e sua mãe foi uma das netas do oficial militar Leonel da Gama Belles.
Em 1757, já órfão de pai, começou a frequentar o Colégio dos Jesuítas no Rio de Janeiro. Quando, dois anos depois, em 1759, Gomes Freire de Andrade, 1.º Conde de Bobadela, ordenou fechar o colégio, como parte da campanha de perseguição movida pela Coroa de Portugal contra a Companhia de Jesus, o jovem Basílio manteve-se fiel à sua vocação e seguiu para Roma, à procura do apoio da igreja católica para a sua fé.
Entre os anos de 1760 e 1766 foi admitido, graças ao poeta Michel Giuseppe Morei na Arcádia Romana, com o pseudônimo de "Termindo Sipílio". O fato de um poeta da Brasil Colônia ter sido admitido em uma agremiação tão importante quanto a Arcádia Romana pressupõe que, quase certamente, ele teria sido recomendado pelo clero jesuítico português.
No decorrer de 1768 está de novo no Brasil, na cidade do Rio de Janeiro, mas retorna à Europa, dirigindo-se para Coimbra. Nesta ocasião foi detido em Lisboa, acusado de simpatia para com os jesuítas. Em troca da liberdade, prometeu às autoridades ir viver em Angola. Logo em seguida, buscando evitar o degredo, capitulou diante do poder exercido pelo futuro Sebastião José de Carvalho e Melo, marquês de Pombal, responsável direto pela perseguição aos jesuítas.
Basílio escreveu então um epitalâmio, dedicado à filha do Marquês, exaltando-o, vindo a cair, em 1769, nas graças deste. No mesmo ano foi publicado o poema épico O Uraguai, dedicado a Francisco Xavier de Mendonça Furtado, irmão de Pombal, onde se percebe o intuito de agradar o homem forte de Portugal daquele tempo. Além dos guerreiros portugueses, os guaranis são tratados de maneira positiva pelo autor, cabendo unicamente aos jesuítas o papel de vilões, por serem contrários à política pombalina, retratados como interessados em ludibriar os indígenas.
Por essa época estreita-se a sua ligação com Pombal, de forma que se torna oficial administrativo e secretário deste. Com a queda política de seu protetor, Basílio passou a sofrer perseguições políticas, sendo obrigado a se deslocar da Corte para a Colônia do Brasil e vice-versa, como forma de se livrar de arbitrariedades cometidas contra si.
Num período em que estava em Lisboa veio a falecer, em 31 de julho de 1795, tendo sido sepultado na Igreja da Boa Hora.

## Obras
- Epitalâmio às núpcias da Sra. D. Maria Amália (1770)
- O Uraguai (1769)
- A declamação trágica (1772), poema dedicado às belas artes
- Os Campos Elíseos (1776)
- Relação abreviada da República e Lenitivo da saudade (1788)
- Quitúbia (1791)